# SmaI
SmaI ist ein Restriktionsenzym aus dem Bakterium Serratia marcescens.

## Eigenschaften
SmaI ist eine Endonuklease (Typ II, Subtyp P), die DNA an einer palindromischen DNA-Erkennungsequenz schneidet. Durch den Schnitt der doppelsträngigen DNA durch SmaI entsteht ein blunt end (Ende ohne Überhang) und je einer Phosphatgruppe an beiden 5'-Enden der doppelsträngigen DNA-Produkte. SmaI wird weder durch eine DAM-, noch durch eine DCM-Methylierung, aber durch eine CpG-Methylierung gehemmt. Unter den CpG-Methylierungssensitiven Restriktionsenzymen SmaI (Erkennungssequenz CCCGGG), HpaII (CCGG), HhaI (GCGC), AciI (GCGC), BstUI (CGCG) und HpyCH4IV (ACGT) hat SmaI mit sechs Basenpaaren die längste Erkennungssequenz. Bei 37 °C ist die Enzymaktivität etwa 50 % der Enzymaktivität bei 25 °C. In suboptimalen Pufferbedingungen sinkt die Affinität von SmaI zu der Erkennungssequenz und die DNA wird unspezifisch geschnitten (Star-Aktivität). Nach einer Restriktion von DNA in vitro kann SmaI durch 20-minütiges Erhitzen auf 65 °C denaturiert und somit inaktiviert werden. Meistens wird SmaI als rekombinantes Protein in E.coli hergestellt. Die Restriktionsenzyme XmaI und Cfr9I sind Neoschizomere von SmaI.
| Erkennungssequenz         | Restriktionsschnitt         |
| ------------------------- | --------------------------- |
| 5'-CCCGGG-3' 3'-GGGCCC-5' | 5'-CCC GGG-3' 3'-GGG CCC-5' |

## Anwendungen
SmaI wird für Restriktionsverdaue im Rahmen von Klonierungen oder Restriktionsanalysen verwendet. Aufgrund der Hemmung durch methylierte CpG-Motive wird SmaI zur Untersuchung der DNA-Methylierung verwendet.